# Élodie Fontan
Élodie Fontan (Bondy, 9 luglio 1987) è un'attrice francese.

## Biografia
Nata a Bondy nel dipartimento della Seine-Saint-Denis, Élodie Fontan debutta giovanissima nel mondo della pubblicità francese per Nissan, Quick, Euro Disney e Alsa. Contemporaneamente esordisce al cinema con Gérard Depardieu e Michèle Laroque nella commedia Le Plus Beau Métier du monde (1996).
Nel 1997 fa parte del cast della 1ª stagione di La Croisière foll'amour.
Raggiunge la celebrità nel 2009 interpretando un personaggio fondamentale nella serie Clem trasmessa da TF1. Interpreta il ruolo di Alizée, la migliore amica di Clem e madrina di suo figlio Valentin. Nel 2010 recita nella serie Joséphine, ange gardien stagione 12 episodio 12: «Un bébé tombé du ciel».
Nel 2014 entra a far parte della grande famiglia della commedia francese, Non sposate le mie figlie! con Chantal Lauby et Christian Clavier dove interpreta la parte di Laure, la figlia minore della famiglia Verneuil, che sposa un attore africano, andando contro i desideri dei genitori.
Nel 2015 è nel cast del film Babysitting 2 diretto da Philippe Lacheau.
Nel 2017 recita nel film Alibi.com.
Nel 2023 recita nel film 2 matrimoni alla volta (Alibi.com 2)

## Vita privata
Dal 2016 ha una relazione con il regista e attore francese Philippe Lacheau.

## Filmografia

### Cinema

#### Lungometraggi
- Le Plus Beau Métier du monde, regia di Gérard Lauzier (1996)
- Non sposate le mie figlie! (Qu'est-ce qu'on a fait au Bon Dieu?), regia di Philippe de Chauveron (2014)
- Babysitting 2, regia di Philippe Lacheau (2015)
- Venise sous la neige, regia di Elliott Covrigaru (2016)
- Alibi.com, regia di Philippe Lacheau (2017)
- Questione di tempismo (Brillantissime), regia di Michèle Laroque (2018)
- Non sposate le mie figlie! 2 (Qu'est-ce qu'on a encore fait au Bon Dieu?), regia di Philippe de Chauveron (2019)
- Nicky Larson et le Parfum de Cupidon, regia di Philippe Lacheau (2019)
- Supereroe per caso (Super-héros malgré lui), regia di Philippe Lacheau (2021)
- Riunione di famiglia - Non sposate le mie figlie! 3 (Qu'est-ce qu'on a tous fait au Bon Dieu?), regia di Philippe de Chauveron (2021)
- 2 matrimoni alla volta (Alibi.com 2), regia di Philippe Lacheau (2023)

#### Cortometraggi
- 2008: Le temps d'aimer, regia di Aldo Botano

### Televisione

#### Telefilm
- 1998: Meurtres sans risques di Christiane Spiero
- 2005: Sois le meilleur di Christophe Barraud
- 2007: Marie Humbert, le secret d'une mère di Marc Angelo
- 2008: Marie et Madeleine di Joyce Buñuel
- 2015: Un parfum de sang di Pierre Lacan

#### Serie TV
- 1997: La Croisière foll'amour (25 episodi)
- 2004: K.ça
- 2006: Boulevard du Palais (episodio Meurtre en négatif)
- 2007: R.I.S. Police scientifique (episodio L'ombre d'un doute)
- 2007: Brigade Navarro (episodio Carambolage)
- 2008: Pas de secrets entre nous (4 episodi)
- 2008: Paris, enquêtes criminelles (1 episodio)
- 2008: Seconde chance (13 episodi)
- 2009: Il giudice e il commissario (episodio Un loup dans la bergerie)
- 2010: Joséphine, ange gardien (episodio 2, stagione 14)
- 2010-in corso: Clem
- 2011: Le Jour où tout a basculé (episodio 57, stagione 1)
- 2014: R.I.S. Police scientifique (episodio Le rat et la danseuse)
- 2014: Duel au soleil (episodio 2, stagione 1)
- 2016: Starmen - miniserie televisiva
- 2024: Occhi di gatto

### Doppiaggio

#### Televisione
- 2012-2013: Borgia (stagioni 1 e 2)
- 2012: Terraferma di Emanuele Crialese, Maria
- 2012: Merlin di Stéphane Kappes

#### Cinema
- 2012: Hara-Kiri: Death of a Samurai di Takashi Miike : Miho
- 2012: To Rome with Love di Woody Allen

## Spot per la televisione
- 1993: Nissan
- 1994-1996: Sailor Moon
- 1996: Euro Disney
- 1998: Quick, TPS et Alsa
- 2000-2001: Alsa
- 2006: Hyper U
- 2012: Pubblicità per la regione Champagne. «Ces instants inoubliables qui font les grands bonheurs»

## Doppiatrici italiane
Nelle versioni in italiano dei suoi film, Élodie Fontan è stata doppiata da:
- Gea Riva in Non sposate le mie figlie!, Non sposate le mie figlie! 2, Riunione di famiglia - Non sposate le mie figlie! 3
- Chiara Gioncardi in Alibi.com, Supereroe per caso, 2 matrimoni alla volta
- Giò Giò Rapattoni in Seconde chance